# 33861 Boucvalt
33861 Boucvalt è un asteroide della fascia principale. Scoperto nel 2000, presenta un'orbita caratterizzata da un semiasse maggiore pari a 2,5174668 au e da un'eccentricità di 0,1736242, inclinata di 1,98336° rispetto all'eclittica.